# Chārūq
Chārūq (persiska: چارُق, چارِق, Chāroq, چاروق) är en ort i Iran.   Den ligger i provinsen Hamadan, i den nordvästra delen av landet, 300 km väster om huvudstaden Teheran. Chārūq ligger 1 840 meter över havet och antalet invånare är 219.
Terrängen runt Chārūq är huvudsakligen kuperad, men söderut är den platt. Runt Chārūq är det ganska tätbefolkat, med 80 invånare per kvadratkilometer. Närmaste större samhälle är Asadābād, 8,3 km sydost om Chārūq. Trakten runt Chārūq består till största delen av jordbruksmark.